# Pijawki szczeciowe
Pijawki szczeciowe (Acanthobdellida) – rząd pijawkokształtnych siodełkowców obejmujący monotypową rodzinę Acanthobdellidae, do której zaliczono rodzaj Acanthobdella z dwoma znanymi nauce gatunkami. Pierwszy z nich – odkryty i nazwany w 1850 przez profesora A. E. Grubego, a opisany szczegółowo przez N. A. Liwanowa w 1906 i w 1931 roku – Acanthobdella peledina został określony przez Liwanowa jako żywa skamieniałość, a przez innych autorów uznany za gatunek reliktowy, ogniwo łączące skąposzczety z pijawkami.
Pijawki szczeciowe są ektopasożytami ryb z rodziny łososiowatych (Salmonidae). Wykazują cechy pośrednie pomiędzy skąposzczetami a pijawkami właściwymi, przez co stanowią dla systematyków takson problematyczny. Jego pozycja i ranga w klasyfikacji pierścienic wielokrotnie ulegała zmianom. Badania molekularne dowodzą, że należy je traktować jako odrębną, obok pijawek właściwych i pijawczaków, linię ewolucyjną siodełkowców.
Acanthobdella występują w północnej Holarktyce. Osiągają do 35 mm długości. Ich ciało złożone jest z 29 postoralnych segmentów, nazywanych czasem somitami. Na 5 pierwszych segmentach występują szczeciny, w liczbie 2 par na każdym segmencie. Są wykorzystywane do lokomocji i łączenia się z ciałem ofiary. Cztery końcowe segmenty ciała tworzą tylną przyssawkę.
Celoma jest zredukowana, poprzedzielana dosseptimentami. Układ nerwowy, osmoregulacyjny i rozrodczy mają budowę podobną do odpowiednich układów pijawek. Układ krwionośny występuje. Jest zbliżony budową do układu krążenia skąposzczetów.
Pokarm tych pierścienic stanowi krew i miękkie tkanki ofiar. 
Acanthobdella peledina pasożytuje na rybach łososiowatych północnych regionów Ameryki Północnej (Alaska), Europy (Skandynawia) i Azji (Syberia). Najczęściej jest spotykana na pstrągach i lipieniu.
Acanthobdella livanowi (syn. Paracanthobdella livanowi) – gatunek nazwany na cześć Liwanowa – występuje w Europie i w Azji.
Obydwa gatunki wykazują pewne różnice morfologiczne (m.in. u A. peledina brak występującej u drugiego gatunku przedniej przyssawki), co skłania niektórych badaczy do wydzielania A. livanowi do odrębnej rodziny.